# はこBOON
はこBOON（はこブーン）とは、かつて伊藤忠商事、ヤフー、ファミリーマート、ファミマ・ドット・コムの4社が協同で運営していた宅配便サービスであった。本記事では姉妹サービスの はこBOON miniについても記述する。

## 概要
2009年7月1日まで提供されていたYahoo!ゆうパックに代わるサービスとして、2010年3月3日よりサービス開始した。
『ヤフオク!』と連携しての配送利用を想定して構築されているサービスである。また、『ヤフオク!』以外での一般利用も可能である。
配送は、伊藤忠商事の委託の下で、ヤマト運輸（宅急便）が担当している。
2017年5月9日、ヤマト運輸との契約満了を理由に、2017年8月9日の店頭受付をもってサービスを一時休止することを発表した。
2018年4月3日公式サイトで、サービスの再開を断念し2018年5月2日をもって終了することを発表した。
姉妹サービスとして、コンビニの既存の配送網を利用して配送を行う安価な配送サービスである はこBOON miniも展開していた。本サービスは、指定したファミリーマート店舗で受け取ることができる(自宅などでは受け取ることができない)ものであった。一般的な宅配便に比べ、安価だが配送日数がかかり、事前のYahoo!ID登録が必要で、Famiポートを設置しているファミリーマートから発送手続きを行っていた(要事前登録)。
こちらについても、2018年4月17日に配送申込受付を停止。5月17日に店舗発送手続きを終了し、6月30日サービス終了となった。

## 要件
本配送サービスの利用に際しては、あらかじめヤフー（Yahoo! JAPAN）に会員登録をしてヤフーIDを取得する必要がある。
配送申込はインターネット上の本サービスの公式サイトを通じてのみ受け付ける。配送申込を済ませると16桁の受付番号が発行され、これをファミリーマート店頭に設置されているFamiポートに入力して発送手続きを行なう。受付番号の有効期限は配送申込完了翌日から30日以内であり、それまでに手続きを済ませないと配送申込自体が無効となる。
取り扱うことの出来る荷物は、大きさが3辺（縦・横・高さ）合計で160cm以内、重量が25kg以内と定められている。

## 特徴
送料は、一般的な配送サービスでは配送する荷物の3辺合計のサイズと距離で決まるのに対し、本サービスでは荷物の重量と距離で決まるのが特徴であり、軽くて嵩張る荷物の配送に適している。
本サービスでは、ファミリーマート店頭で荷物が預けられた時点から配達に至るまでの過程を対象とする補償制度が用意されている。ファミリーマートに荷物が預けられてから集荷されるまでの間の紛失・破損・盗難に対しては本サービス独自の補償制度が対応し、集荷されてから配達されるまでの配送過程はヤマト運輸が定める補償制度により対応する。
補償額はいずれの過程も「30万円を上限とする実損額」とされている、また、『ヤフオク!』等のオークション取引絡みで本サービスを利用した場合は、オークション取引に絡んでの利用であることを証明する書類を用意することで「30万円を上限とする落札金額」の補償を受けることが出来る。
また、ヤマト運輸の「宅急便」と同様、配達希望時間帯指定、「こわれもの」標示取扱、営業所止置きサービスを利用することが出来る。設定されている配達時間帯は、通常の「宅急便」で提供されている「時間帯お届けサービス」で設定されている配達時間帯と同一である。
本サービスを利用して配送すると運賃（税抜き額）の1%に相当するTポイントが付与される。小数点以下は切り捨て。付与されたTポイントおよびそれまで累積されたTポイントを次回の本サービス利用時の運賃支払いに充当することが出来る。
運賃支払いの一部にTポイントを使った場合でも前記のTポイント1%還元を受けられる。また、運賃支払いに『Yahoo!ウォレット』に登録されたクレジットカードを使用するか、累積されたTポイントにて運賃全額を支払った場合には、通常の倍にあたるTポイントが付与される。
Tポイント付与のタイミングは、ファミリーマート店頭での発送手続き完了日の数日〜3週間後である。

## 注意事項

### 運賃支払いに関して
運賃の支払いは、ファミリーマート店頭での現金支払いのほか、配送申込時にYahoo!ウォレット（クレジットカード）、ネットバンク、Tポイントでの支払いを選ぶ事が出来る。Tポイントと店頭支払いとの併用も可能である。ネットバンクは、ジャパンネット銀行、楽天銀行、みずほダイレクト（みずほ銀行）を通じての運賃支払いが可能である。
運賃は、荷物を引き受けたファミリーマート店舗が所在する都道府県を発地として計算される。そのため、配送申込の際に入力した依頼主住所と荷物引き受け店舗所在地それぞれの都道府県が相違する場合、配送申込時に画面表示された運賃額と実際に算出された運賃額との食い違いが発生することがある。
また運賃計算のもう一つの根拠とされる重量は、ファミリーマート店頭での荷物引き受け時も含めて、配送申込時点の自己申告により受け付けられる。重量計測はヤマト運輸の各営業所で行われる。
ファミリーマート店頭での発送手続き完了後、集荷したヤマト運輸の営業所で重量超過が判明した場合、または配送申込時にYahoo!ウォレット・ネットバンク・Tポイント（店頭支払いとの併用は除く）のいずれかで運賃支払いを済ませている場合で、発着地に基づく料金区分に差異が生じていた場合には、後日、依頼主に対して不足金額および不足金精算手数料（税込み52円）が請求される。この場合、不足分の精算が完了するまで本サービスの利用は停止される。

### 北海道・沖縄県を発着する荷物の配送日数
2013年11月15日より、北海道および沖縄県を発着する荷物に使われていた航空輸送が、本サービスでは廃止された。そのため、北海道と中国・四国・九州・沖縄間の荷物および沖縄県を発着する荷物については、提携運送会社が引き受けた日より、地域にもよるが3〜10日の配送日数を要する。到着予定日は発送した翌日を1日としている。

### その他制限事項
- 本サービスを利用しての配送を、配送業務委託先であるヤマト運輸の営業所窓口にて直接依頼することは出来ない[22]。
- 「天地無用」「逆さま厳禁」の標示を必要とする荷物は取り扱い出来ない[23]。
- 「複数口減額制度」（同一あて先割引）[24]は利用出来ない[25]。複数個の荷物の配送を申し込む場合には、個々の荷物について一つずつ申し込む必要がある[26]。
- 着払いとすることは出来ない[27]。
- 配達希望日の指定は出来ない[14]。
- ファミリーマートに荷物を持ち込む時間帯によっては、荷物追跡可能となるまで最長で丸一日かかる場合がある。これは、ファミリーマートからの集荷は「1日1回以上」とされており[28]、荷物の追跡はヤマト運輸による集荷完了後に初めて可能となるためである[29]。